# Бахтеєва Тетяна Дмитрівна
Бахте́єва Тетя́на Дми́трівна (27 листопада 1953, Донецьк) — докторка медичних наук (2008), колишня генеральна директорка ДОКТМО; ВР України: член фракції Партії регіонів (з травня 2006); член Політради Партії регіонів, голова Комітету з питань охорони здоров'я (липень 2006 — листопад 2014), член Опозиційного блоку (з листопада 2014).

## Життєпис
Народилася 27 листопада 1953 (місто Донецьк); донька Ірина (1975) — асистентка кафедри Донецького медичного університету.

### Освіта
- Донецький медичний інститут (1977), лікарка, «Лікувальна справа»;
- Донецький університет економіки і торгівлі, факультет післядипломної освіти, економістка.

### Робота
- 1977—1980  — лікарка-терапевтка, лікарка-фізіотерапевтка лікарні № 2 ст. Ясинувата Донецької області.
- 1980—1991 — працювала в міській лікарні № 3  м. Донецька: спочатку дільничною лікаркою  — терапевткою, потім завідувачкою відділення, згодом заступницею головного лікаря.
- 1991—1994 — голова радіологічної МСЕК Донецького обласного управління охорони здоров'я по огляду осіб, які постраждали під час ліквідації аварії на Чорнобильській АЕС.
- 1994—1997  — головна лікарка Донецького обласного лікувально-оздоровчого центру для лікування та обслуговування осіб, які постраждали під час ліквідації аварії на Чорнобильській АЕС.
- 1997—2002  — генеральна директорка і головна лікарка Донецького обласного клінічного територіального медичного об'єднання (ДОКТМО), який об'єднав Обласну клінічну лікарню ім. Калініна, Донецький діагностичний центр і Обласний лікувально — оздоровчий центр.

### Політика
- з 2002 року працює в Комітеті ВРУ з питань охорони здоров'я.
- 2003 року створено благодійний фонд «Гуманність», який надає допомогу дітям і людям, які опинилися в складній життєвій ситуації.
- 2006—2014 — Голова Комітету ВРУ з питань охорони здоров'я.
- Тетяна  — одна з нардепів, хто 16 січня 2014 голосували за Диктаторські закони.
- Нардеп 4-го скликання 04.2002-04.06, виборчий округ № 42, Донецькій області, висунута Виборчим блоком політичних партій «За єдину Україну!». Набрано більше 51,40  % серед 11 кандидатів. На час виборів: головна лікарка Донецького обласного клінічного територіального медичного об'єднання, член Партії регіонів. Член фракції «Єдина Україна» (05.-06.2002), член фракції «Регіони України» (06.2002-09.05), член фракції Партії регіонів «Регіони України» (з 09.2005), секретарка Комітету з питань охорони здоров'я, материнства та дитинства (з 06.2002).
- Нардеп 5-го скликання з 05.2006 кандидатка в народні депутати України від Партії регіонів, №  33 в списку. На час виборів: народна депутатка України, член ПР.
- Нардеп 6-го скл. з листопада 2007 р, обрана за списками Партії регіонів.
- Нардеп 8-го скл. з 27 листопада 2014 року. Обрана від Опозиційного блоку (№ 9).
- 18 січня 2018 року була однією з 36 депутатів, що голосували проти Закону про визнання українського сувернітету над окупованими територіями Донецької та Луганської областей.[6]
- Була однією з 59 депутатів, що підписали подання, на підставі якого Конституційний суд України скасував статтю Кримінального колексу України про незаконне збагачення, що зобов'язувала держслужбовців давати пояснення про джерела їх доходів і доходів членів їх сімей. Кримінальну відповідальність за незаконне збагачення в Україні запровадили у 2015 році. Це було однією з вимог ЄС на виконання Плану дій з візової лібералізації, а також одним із зобов'язань України перед МВФ, закріпленим меморандумом[7].

## Погляди
5 червня 2012 голосувала за проєкт Закону «Про засади державної мовної політики», в якому затверджується посилення статусу російської мови. 25 грудня 2018 року включена до списку санкцій РФ.

## Громадська робота і діяльність на виборних посадах
- 1994 — висунута організацією «Союз Чорнобиль» та обрана депутаткою Донецької міської Ради II скликання по Калінінському району. Була головою постійної депутатської комісії із захисту прав чорнобильців та інвалідів Донецької міськради.
- 1998  — обрана по округу м. Жданівки депутаткою Донецької обласної ради IV скликання, працювала в комісії з охорони здоров'я.
- 2002  — висунута кандидаткою у депутати по 42 виборчому округу.

## Скандали
28 травня 2010 року Бахтєєва звинуватила міністра охорони здоров'я Зіновія Митника у незаконному конкурсі з призначення голови Державного фармакологічного центру. 27 травня у Мінздоров'я було проведено другий тур конкурсу. Було засідання комісії, на якому були присутні всі 15 членів. Були також 4 депутати — від Партії регіонів Валерій Коновалюк і Бахтеєва Тетяна, від БЮТ — В'ячеслав Пєрєдєрій і Сергій Шевчук. Запросили також ЗМІ. ТРК «Україна» вела відеозапис конкурсу. За словами Бахтєєвої, конкурс було проведено з дотриманням усіх процедур і у результаті таємного голосування переміг доктор фармакологічних наук Віктор Хоменко (6 голосів). За словами Бахтеєвої, у п'ятницю міністр охорони здоров'я Зіновій Митник, повернувшись з відрядження, зібрав усіх, хто входить у комісію "і дуже жорстко з ними розмовляв: «Він сказав, що зараз усі будуть звільнені і треба негайно переголосувати призначення голови „Фарм-центру“ шляхом підняття рук. Голова комісії Лазоришинець також розмовляв з усіма у грубій формі. Зібралися, підняли руки і 11 осіб проголосували за дитячого педіатра з Тернополя Бліхара, 1 людина проголосувала за Хоменка», — розповіла Бахтєєва.
У березні 2012 року, на засідання погоджувальної ради депутат Тетяна Бахтєєва прийшла з годинником вартістю близько $100 тис. Фотографію зробив журналіст Влад Содель. Це був годинник Classigue Grande Complication з 18-каратного білого золота з турбійоном. Механізм з ручним заводом. Безель і кріплення для ремінця прикрашені 74 діамантами (близько 1,33 карата). Циферблат з перламутру з гільйошованим вручну візерунком", — написав Содель.
Як писали «Наші гроші» у 2013 році, всупереч закону про статус народного депутата, багато років після обрання до парламенту продовжувала очолювати Донецьке обласне клінічне територіальне медичне об'єднання. Упродовж 2011—2013 років лікарня замовила ремонтних робіт на 56 млн грн.

## Звання
- 2001 — кандидатка медичних наук.
- 2008 — докторка медичних наук.
- 2001 — «Заслужена лікарка України».

## Звання і нагороди
- Орден «За заслуги» II ст. (27 листопада 2013) — за вагомий особистий внесок у державне будівництво, розвиток вітчизняної системи охорони здоров'я, багаторічну плідну працю та високий професіоналізм[13]
- Орден «За заслуги» III ст. (23 серпня 2011) — за значний особистий внесок у становлення незалежності України, утвердження її суверенітету та міжнародного авторитету, заслуги у державотворчій, соціально-економічній, науково-технічній, культурно-освітній діяльності, сумлінне та бездоганне служіння українському народові[14]
- Орден княгині Ольги I ст. (3 грудня 2008) — за значний особистий внесок у розвиток охорони здоров'я, медичної освіти та науки, багаторічну сумлінну працю та високий професіоналізм[15]
- Орден княгині Ольги III ст. (23 вересня 2002) — за вагомі досягнення у професійній діяльності, багаторічну сумлінну працю[16]
- Заслужена лікарка України[17]
- Державна премія України в галузі науки і техніки 2011 року — за роботу «Допоміжні репродуктивні технології лікування безпліддя» (у складі колективу)[18]
- Почесна грамота Кабінету Міністрів України (11.2003)[19]
- Знак «Шахтарська слава» III, II, I ст.
- Орден Святої великомучениці Варвари (УПЦ московського патріархату).
- Лауреатка Державної премії України в галузі науки і техніки